# Трихофагія
Трихофа́гія[джерело?] (від дав.-гр. θρίξ (род. τριχός) — волосся, волосся + φαγεῖν — харчуватися) — нав'язливе поїдання волосся, часто пов'язане з трихотилломанією[джерело?] (вирівнювання волосся на голові). При трихофагії з трихотилломаніей люди ковтають волосся, які вони виривають у себе, в деяких випадках це може привести до утворення грудки із волосся в органах шлунково-кишкового тракту. Трихофагія може бути пов'язана зі збоченням смаку[джерело?] при деяких психічних розладах, при цьому хворі можуть поїдати будь-яке волосся, не обов'язково своє.[джерело?]

## Історія
Найчастіше всього в медичній літературі про трихофагію повідомляють, як про рідкісний симптом трихотілломанії. Першим про трихофагію повідомив французький професор М. Бодамант ще в XVIII столітті. Він виявив волосяний грудок у 16-річного юнака.

## Симптоми
При трихофагії людина поїдає своє волосся після того, як попередньо вириває його на голові, або інших частинах власного тіла. Найчастіше люди котрі страждають трихофагією поїдають коріння волосся, однак і стрижень також може бути з'їдений.[джерело?] В кінцеввому рахунку волосся може накопичитися в шлунково-кишковий тракт і утворитися у великий ком (безоар), який в свою чергу провокує розлад шлунку і біль. Іноді люди котрі страждають трихофагією поїдають волосся і інших людей. В галузі психіатрії це своєрідний «ритуал» поїдання волосся вважають нав'язливим психічним розладом.[джерело?]

## Прогноз
Синдром Рапунцель — надзвичайна форма скупчення волосся, в якій «хвіст» цього скупчення простирається в кишечник. Якщо дане явище не буде вчасно діагностовано, воно може привести до летального випадку. В деяких випадках необхідне хірургічне втручання для видалення волосяного кома з шлунково-кишкового тракту. Відомий випадок, коли 4,5 кілограма волосся було видалено з шлунку 18-річної дівчини.